# Jesús María Amilibia
Jesús María Amilibia Iraragorri (Bilbao, 1943) es un periodista y escritor español.

## Biografía
Se inició en la carrera periodística en el  periódico Pueblo, realizando informaciones de carácter general. Por uno de sus artículos, fue condenado a 6 meses de prisión por calumnias al sacerdote de Oyarzun, José Remigio Orcolaga, del que publicó que había realizado homilías subversivas.
Posteriormente, ha escrito en otros periódicos como El Imparcial, Informaciones y ABC. Especializado en crónica social, ha sido colaborador habitual en las revistas de ese género destacando ¡Hola!, Semana, Diez Minutos, aunque también ha escrito en Interviú y en publicaciones satíricas como La Codorniz o Hermano Lobo. En la actualidad escribe en el periódico La Razón.
En 1976 fue procesado por Juzgado de Instrucción Decano Especial de Prensa e Imprenta junto al periodista Felipe Navarro (Yale) por su libro El día que perdí aquello, en el que distintos personajes famosos narraban sus experiencias sexuales de forma explícita.
En 1981 puso en marcha el primer programa de televisión enteramente dedicado a informar sobre la actualidad de los famosos (lo que se dio en llamar Prensa del corazón), con un título que ya anunciaba el que sería futuro desarrollo del periodismo del corazón: Bla, bla, bla de TVE, y que presentó con Marisa Abad entre 1981 y 1983.
Amilibia fue uno de los periodistas que inauguró la programación de la cadena Antena 3 Radio y junto a Felipe Navarro "Yale" presentó el magacín diario Gente simpática (1982-1984), que se convierte en uno de los programas más destacados de la emisora.
Posteriormente, en 1985 colabora con Pedro Macía presentando la sección de sociedad en el programa que se emitía en toda Hispanoamérica Punto de encuentro.
En 1988 se incorporó a Protagonistas el espacio de Luis del Olmo, sustituyendo a Jesús Mariñas en la cobertura de la información rosa. Solo permaneció unas semanas debido a sus posteriores problemas con la Justicia.
El 28 de octubre de 1988, como consecuencia de una discusión provocada por un incidente automovilístico, Amilibia disparó contra el conductor del otro vehículo, José María Fernández Villanueva, al que hirió gravemente provocando finalmente su muerte. El periodista ingresó en prisión y fue condenado por homicidio a 17 años de cárcel por la Audiencia Provincial de Madrid. En 1994 salió en régimen abierto.
En 1997 compartió plató con Mayra Gómez Kemp en 7 de corazones, un programa de la televisión local madrileña Canal 7.
En los últimos años ha colaborado en tertulias y debate sobre crónica social en diferentes programas de televisión, como Hormigas blancas (2007), de Jorge Javier Vázquez en Telecinco.
Es viudo de la periodista Ketty Kaufmann. En su novela autobiográfica La piel ausente (2021) refleja los últimos momentos que vivió durante el cáncer terminal de ella.

## Libros publicados
- con Yale: El día que perdí... aquello (Madrid: Sedmay, 1975)
- Los fantasmas de barro: métodos carcelarios en los colegios de los años 40 (Madrid: Sedmay, 1975)
- Españoles todos: denuncia y sátira de la vida en la era franquista (Barcelona: Plaza & Janés, 1978)
- Yo, periodista: historia de más miserias que grandezas (Barcelona: Plaza & Janés, 1979)
- La Pacheca, furcia y mártir (novela) (Barcelona: Planeta, 1982)
- Estamos rodeados: crónica de la España del año 2005 (Madrid: Editorial BY, 1988)
- El hombre atado (Barcelona: Ediciones B, 1990)
- El barbero de Filesa (Madrid: Grupo Libro 88, 1993)
- Cartas de amor a Mario Conde (Madrid: Grupo Libro 88, 1993)
- Gora Stalin: el gudari cojo (Vitoria: Ikusager, 2002)
- Emilio Romero: el gallo del franquismo (Madrid: Temas de Hoy, 2004)
- Atados a la columna: cómo son y qué piensan los grandes articulistas españoles (Barcelona: Belacqva, 2005)
- El amigo de Jack Nicholson (novela) (Madrid: Ézaro, 2005)
- El diario secreto de ZP: la chusca historia de cómo la ETA engañó a ZP (Barcelona: Áltera, 2007)
- Érase una vez un príncipe republicano (novela) (Barcelona: Principal de los Libros, 2012)
- Por una mala mujer (novela) (Barcelona: Principal de los Libros, 2013)
- Y todo por una perra (novela negra) (Barcelona: Alrevés, 2014)
- Todos los días el fin del mundo (novela) (Barcelona: Stella Maris, 2015)
- Una bala para el caballo herido (novela) (Madrid: Visión Libros, 2018)
- La piel ausente: crónica del amor que se va (Barcelona: Ariel, 2021)